# Rapszany
Rapszany (lit. Repšėnai) – wieś na Litwie, w okręgu uciańskim, w rejonie oniksztyńskim.
W 1833 w Rapszanach urodził się Józef Wincenty Piłsudski, ojciec marsz. Józefa Piłsudskiego.